# 江副隆秀
江副 隆秀（えぞえ たかひで、1951年1月1日 - 2024年12月18日）は、日本の日本語教育者。学校法人江副学園・新宿日本語学校（SNG）理事長兼校長を務め、「情報」「述部」「二列の助詞」による可視化手法を核とする「江副文法」（江副式教授法）の提唱者として知られる。2023年、文化庁長官表彰（日本語教育部門）受賞。

## 教育・研究活動
1970年代後半から「日本語の助詞は二列である」という独自の文法観を展開し、色分けカードや重箱カードで文の骨格を可視化する教授法を考案。ろう学校やTOSS（教師のための学習システム）系国語教育にも応用が広がった。

## 略歴
- 1975年 上智大学文学部卒業。同年、両親の江副隆愛・勢津子と共に新宿日本語学校を創設。[3]
- 1982年 - 1990年 専修大学非常勤講師。
- 1987年 - 1990年 玉川大学非常勤講師。
- 1991年 - 1993年 国際協力機構（JICA）派遣日本語教育専門家としてブラジル・サンパウロ勤務。現地教師と教材『1・2・3 日本語で話しましょう』シリーズを共編。[4]
- 2002年 専修大学外学院文学研究科国文学専攻修了（修士）。
- 2023年12月 文化庁長官表彰（日本語教育部門）を受賞。[1]
- 2024年12月18日 逝去（享年73）。[4][5]

## 社会的役職
- 一般財団法人共立国際交流奨学財団 評議員[6]
- 公益社団法人東京都専修学校各種学校協会 理事[6]
- 日本語学校協同組合 理事[6]
- 一般社団法人全日本学校法人日本語学校協議会 代表理事[6]
- 一般財団法人日本語教育振興協会 評議員[6]

## 著書
- 『日本語を外国人に教える日本人の本』創拓社，1985
- 『外国人に教える日本語文法入門―日本語ノート活用法』創拓社，1987
- 『日本語の助詞は二列―外国人に日本語を教える現場から提案する日本語文法の助詞の見方』創拓社，2007
- 『見える日本語、見せる日本語 新版』創拓社，2014